# Ганс-Мартін Піппарт
Ганс-Мартін Піппарт (нім. Hans-Martin Pippart; 14 травня 1888, Мангайм, Німецька імперія — 11 серпня 1918, Нуайон, Франція) — німецький льотчик-ас, лейтенант Прусської армії (21 листопада 1916). 

## Біографія
Став льотчиком ще до Першої світової війни і навіть мав свою маленьку фірму з виробництва літаків. На війну вирушив добровольцем і був призначений інструктором 3-го запасного льотного дивізіону, але закидав командування робопортами з проханням відправити на фронт. 
1 лютого 1916 року прибув в 220-й льотний дивізіон на Східний фронт. 8 квітня 1917 року отримав призначення у винищувальну 1-шу бойову ескадрилью, підпорядковану винищувальному командуванню Південної армії і яка організаційно входила до 220-го льотного дивізіону. В цей період літав на Roland D.II.
Після шести перемог, здобутих Піппартом на Східному фронті в Галичині, 4 грудня 1917 року його перевели на Західний фронт у 13-ту винищувальну ескадрилью. 18 квітня 1918 року призначений командиром 19-ї винищувальної ескадрильї. Загинув у бою: вистрибнувши зі свого розстріляного Fokker, Піппарт розбився під час падіння, оскільки його парашут не відкрився. Похований у рідному місті.
Всього за час бойових дій здобув 22 перемоги.

## Нагороди
- Нагрудний знак військового пілота (Пруссія)
- Залізний хрест
  - 2-го класу (11 квітня 1916)
  - 1-го класу (19 листопада 1916)
- Ряд австро-угорських і баденських нагород
- Королівський орден дому Гогенцоллернів, лицарський хрест з мечами (2 травня 1918)